# Cubanichthys
Cubanichthys – rodzaj ryb karpieńcokształtnych z rodziny karpieńcowatych.

## Klasyfikacja
Gatunki zaliczane do tego rodzaju:
- Cubanichthys cubensis
- Cubanichthys pengelleyi